# Агранат, Шимон
Шимо́н Аграна́т (ивр. שמעון אגרנט‎, англ. Shimon Agranat; 5 сентября 1906, Луисвилл, Кентукки, США — 10 августа 1992, Иерусалим, Израиль) — израильский юрист, один из отцов-основателей, заложивших основы верховенства права, свободы слова и независимости судебной власти в государстве Израиль. 3-й председатель Верховного суда Израиля.

## Биография

### Ранние годы и образование
Шимон Агранат родился в 1906 году в Луисвилле, штат Кентукки, в семье недавно прибывших в Соединённые Штаты эмигрантов из России.
Его отец, Аарон Агранат, был членом сионистского движения Ховевей Цион, сторонником политического сионизма и он верил в то, что сущность сионизма заключается не только в создании еврейского национального очага в Палестине, но и в воссоздании еврейской культуры. Зарабатывая на жизнь преподаванием иврита, он мечтал о высшем образовании (в те годы российские университеты неохотно принимали евреев) и репатриации в Эрец-Исраэль. В 1904 году Аарон присоединился к семье своей будущей жены, Поли (Пнины) Шнитцер, иммигрировавшей в США. Несколько лет Агранаты жили в Луисвилле, где у них родился старший сын Шимон, но затем переехали в Чикаго. В Чикаго Аарон осуществил свою первую мечту: окончив колледж и получив степень доктора стоматологической хирургии (DDS), открыл свою практику. Переезд в США ни в коей мере не повлиял на планы Аарона и Поли репатриироваться в Эрец-Исраэль и в таком же духе они воспитывали двух сыновей.
Детство и юношество Шимона Аграната прошло в Чикаго. Родители заботились о том, чтобы в дополнение к занятиям в государственных школах их сын брал частные уроки. Отец, с которым у Шимона сложились особо тёплые отношения, часами беседовал с ним о политике и на другие темы, а также брал его с собой на встречи — чаще всего это были сионистские собрания. У Агранатов в Чикаго гостили Хаим Вейцман, Хаим Арлозоров и другие сионистские деятели. Шимон был одним из лидеров молодёжного сионистского движения «Молодая Иудея» (en:Young Judea) в Чикаго. По его инициативе был основан один из клубов движения, а также ежемесячник «Сторонники Герцля» (The Herzlite), редактором которого он являлся.
Вследствие частых переездов Шимону приходилось менять школы. В двенадцать лет окончил школу Гумбольдт-элементари-скул, где занимал пост президента клуба старшеклассников. Будучи способным учеником, окончил высшую школу Тьюли-Хай-скул за три с половиной года, вместо четырёх. В этой школе он был помощником редактора школьного периодического издания. Мечтая о своей будущей карьере, Агранат колебался между журналистикой и юриспруденцией.
Если атмосфера в доме Агранатов укрепляла еврейское и сионистское самосознание, то общество и школа способствовали формированию в Шимоне американской идентичности. Его привлекали идеи социальной справедливости, присущие американскому прогрессивизму, и он восхищался Луисом Брандейсом, который являлся лидером как сионистского, так и прогрессистского движения в США. «Чтобы быть хорошими американцами, мы должны стать лучшими евреями, а чтобы быть лучшими евреями, мы должны стать лучшими сионистами», — утверждал Брандейс, и такая точка зрения помогала молодому Агранату решить конфликт между американской и сионистской лояльностью.
В 1922 году семья Шимона предприняла попытку репатриироваться в Эрец-Исраэль. Прибыв в Палестину, Агранаты остановились в Тель-Авиве. Шимон поступил в гимназию «Герцлия», где стал вторым выходцем из США, учившимся в этой школе. Вскоре семья столкнулась с непреодолимыми трудностями: в Тель-Авиве не было электричества, без которого не могла функционировать стоматологическая клиника Аарона. Второй проблемой было отсутствие в Палестине университетов, в которых сыновья Агранатов могли бы получить образование в области медицины или юриспруденции. Семья вернулась в Чикаго, отложив на некоторое время планы, связанные с алиёй.
В Чикаго Шимон учился в колледже, а затем на юридическом факультете Чикагского университета. Из курсов, читаемых на факультете, ему особенно нравились конституционное право и лекции по административному праву Эрнста Фройнда (en:Ernst Freund). В годы учебы в университете возглавлял чикагское отделение студенческой сионистской организации «Авука» ( (иврит) — факел). В 1929 году окончил университет и в феврале 1930 года был принят в ассоциацию адвокатов (en:Illinois State Bar Association).
Подводя итог этому периоду жизни Шимона Аграната, приведём слова судьи Хаима Коэна, сказанные им о судье Агранате в 1977 году: «Он родился в Соединённых Штатах Америки, и что-то американское не покидает его по сей день. Я имею в виду не лёгкий американский акцент, а его характер и образ мыслей: видимо, немалую роль играет то, что человек живёт и воспитывается в атмосфере свободы убеждений и свободы слова, в атмосфере, в которой постоянно прилагаются усилия для повышения благополучия своей страны и благополучия всего человечества…».

### Адвокат и мировой судья в подмандатной Палестине
В 1930 году Шимон Агранат прибыл в Палестину в город Хайфа, где незадолго до этого поселилась его семья.
Для получения лицензии на юридическую практику в Палестине необходимо было пройти экзамен для иностранных юристов, стажироваться в течение восемнадцати месяцев и сдать экзамен в ассоциацию адвокатов. В те годы в Палестине числилось около трёхсот юристов, из которых две трети были евреями. Адвокат Мордехай Элиаш из Иерусалима согласился принять Шимона на стажировку. Элиаш был юридическим консультантом сионистских институтов ишува, а также представлял в суде частных лиц — как евреев, так и арабов. Элиаш был идеальным наставником для начинающего юриста в Палестине. Первым делом он объяснил своему стажёру, что хронической болезнью правовой культуры в Палестине была коррупция, оставшаяся в наследство от Османской империи.
Правовая система Палестины включала элементы оттоманского права, семейного религиозного права (мусульманского, христианского или еврейского) и британского мандатного права, имевшего приоритет перед другими источниками права. Некоторые юристы предпочитали замену большей части оттоманского права британским, другие хотели сохранить оттоманское право. В те годы развитие права Палестины характеризовалось противостоянием сторонников западного и восточного права, а также устремлениями еврейского ишува, с одной стороны, и арабским населением — с другой.

Стажировка в адвокатской конторе помогла Агранату изучить практические аспекты местного права и познакомиться со многими юристами Палестины. В апреле 1932 года он получил разрешение на адвокатскую практику.
По окончании стажировки Агранату предложили присоединиться к адвокатской конторе Элиаша в Иерусалиме, однако он предпочёл открыть свою контору в Хайфе. Сначала вёл адвокатскую практику сам, но вскоре объединился с адвокатом Яаковом Халеви, с которым открыл контору в нижней части Хайфы недалеко от порта. Вклад Халеви в контору удачно дополнял качества его партнёра. Шимон больше увлекался юридической стороной практики, некоторые дела вёл безвозмездно и его в меньшей мере интересовали вопросы эффективности и получения доходов. Многие дела конторы были связаны с небольшими сделками в области недвижимости и оборотными документами. Однако Агранат не ограничивал себя практикой небольшой конторы. К примеру, он содействовал освобождению под залог репатриантов, прибывших в Палестину с Алиёй Бет и задержанных британцами. Адвокатская практика и партнёрство с Халеви продолжались до 1940 года.
В 1934 году он женился на Кармель Фридландер. Кармель, как и Шимон, родилась в Соединённых Штатах. Когда ей было девять лет, её отец профессор Исраэль Фридландер был убит на Украине, где он находился для оказания помощи евреям, представляя организацию «Джойнт». Мать Кармель, будучи пламенной сионисткой, репатриировалась в Эрец-Исраэль вместе со своими шестью маленькими детьми. В последующие годы в семье Шимона и Кармель родилось пятеро детей.
С началом арабского восстания в 1936 году Агранат мобилизовался в Хагану и патрулировал в Хайфе между Адар ха-Кармелем (еврейским районом) и нижним городом, где жили арабы. Став судьёй, не прерывал связь с Хаганой несмотря на то, что в какой-то период организация вынуждена была уйти в подполье.

В ходе Второй мировой войны Хайфа подверглась бомбёжке итальянскими самолётами, которые не различали между британцами, арабами и евреями. Тем не менее, симпатии большинства арабов были на стороне нацистской Германии, где находился бывший муфтий Иерусалима Амин аль-Хусейни. Агранат, как и многие евреи, присоединился к добровольным подразделениям британских властей, созданным накануне сражения при Эль-Аламейне.
Коллеги высоко ценили профессиональную эрудицию Аграната: он был назначен секретарём руководящего комитета ассоциации адвокатов Хайфы и читал лекции для расширения кругозора начинающих юристов. Однако со временем работа адвоката, сопряжённая с поиском клиентов, требованием выигрывать дела и недовольством клиентов в случае проигрыша, вынудила его задуматься о новой карьере. Услышав на заседании ассоциации еврейских адвокатов о вакантной должности мирового судьи в Хайфе, он выдвинул свою кандидатуру. В то время единственным еврейским судьёй в Хайфе был Моше Ландау. После собеседования комиссия по назначениям предложила Агранату занять должность мирового судьи при условии, что он получит палестинское гражданство. Присяга на верность британской короне и отказ от американского гражданства было нелёгкой дилеммой для сиониста. Однако Шимон твёрдо верил, что территория Палестины станет национальным очагом для еврейского народа, и он решил принять должность мирового судьи, которую занимал в 1940-48 годы.
В мировом суде Агранат подружился со своим коллегой судьёй Моше Ландау, который также был убеждённым сионистом. Оба судьи решили писать свои судебные решения на иврите. Председатель окружного суда, пытавшийся возражать против этой инициативы, вскоре смирился с ней. 

В эти годы оформились основные черты судейской философии Аграната, основанной как на знаниях, приобретённых в университете, так и на практическом опыте судьи. Он считал мандатную систему права чрезмерно формальной и в своих судебных решениях не просто ограничивался юридическим формализмом, полагая что решение должно автоматически следовать из правовых норм, а стремился взвесить все конфликтующие интересы проблемы. Как правило, его решения были длиннее общепринятых и включали анализ многих доводов и контрдоводов, а также большой список прецедентов. Многие юристы и судьи в Хайфе, рассматривавшие право как средство заработка, относились критически к судейской философии Аграната.
После окончания Второй мировой войны сионистское руководство настаивало на реализации Билтморской программы, что вело к нарастающему конфликту с британскими властями. Подпольные организации ишува проводили военные операции против британских объектов, на что мандатные власти ответили введением Постановлений об обороне (чрезвычайном положении) и проведением операции «Чёрная суббота», во время которой было арестовано около 3000 участников еврейского сопротивления. В эти дни Агранату пришлось решать нелёгкую дилемму: участвовать в судах над нарушителями комендантского часа или уйти в отставку, тем самым лишив город одного из немногих еврейских судей. 

29 ноября 1947 года Организация Объединённых Наций приняла решение о разделе Палестины. Арабское руководство категорически отвергло этот план и усилило военные действия против ишува. В апреле 1948 года еврейские войска взяли Хайфу, а в мае 1948 года Великобритания вывела войска из Палестины и Бен-Гурион провозгласил независимость государства Израиль. Тем самым исполнилась многолетняя мечта Аграната, в осуществлении которой он принял деятельное участие.

### Окружной судья в Хайфе и верховный судья Израиля
Во времена британского мандата в Палестине в состав суда входили лишь немногие еврейские судьи. В Верховном суде Палестины из семи судей только Гад Фрумкин был евреем. Судья Моше Ландау писал, что в этот период число еврейских окружных судей «не превышало количества пальцев на одной руке». С окончанием мандата британские судьи были эвакуированы, многие арабские судьи покинули страну по своей воле, однако судебная система продолжала действовать. С провозглашением государства Шимон Агранат получил назначение окружного судьи и пост председателя окружного суда Хайфы.

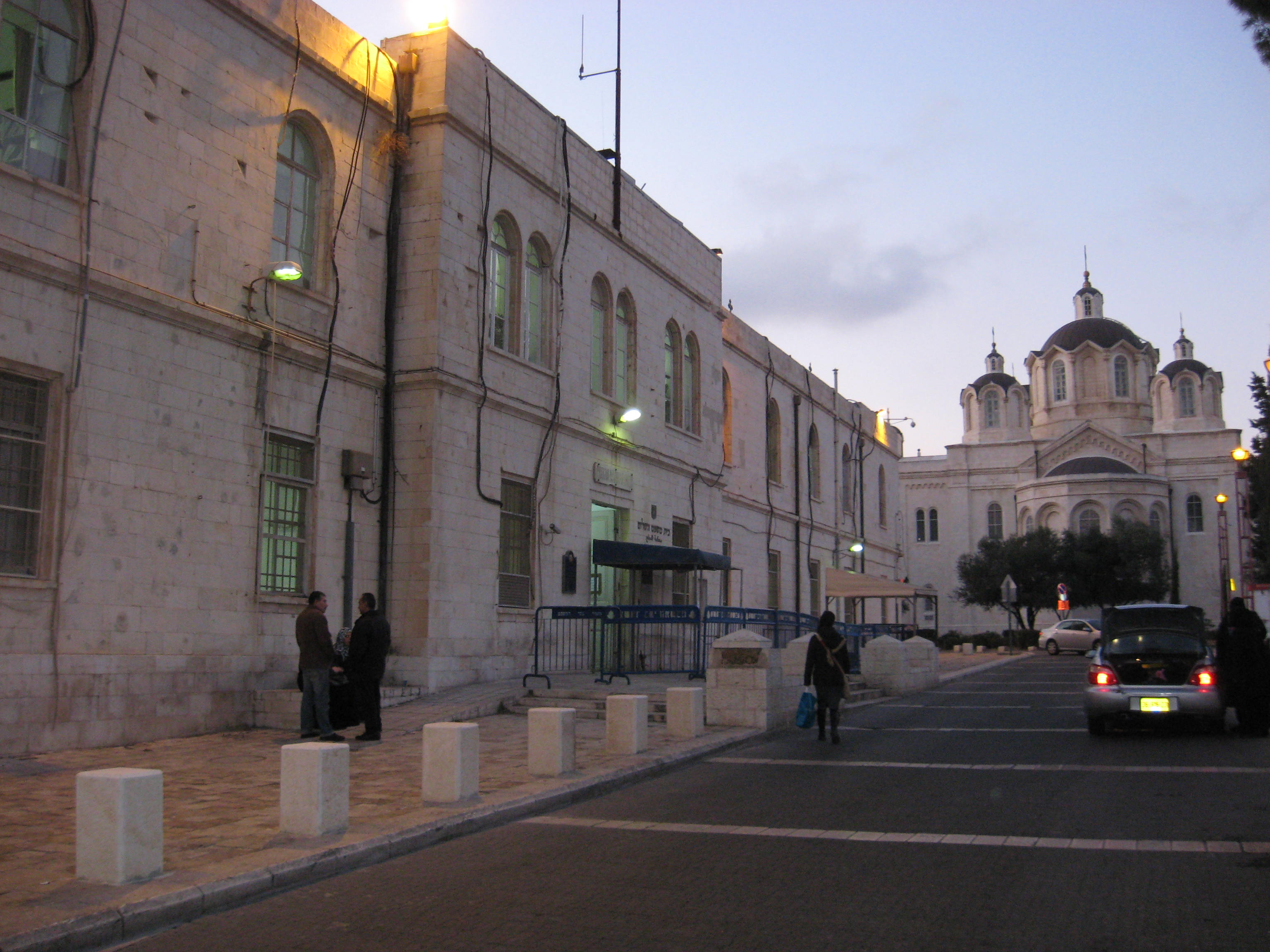
Здание, в котором заседал Верховный суд Израиля в 1948—1992

В сентябре 1948 года состоялось торжественное открытие Верховного суда в Иерусалиме. В январе 1949 года Шимон Агранат получил временное назначение на должность судьи Верховного суда, а 28 декабря 1949 года ему сообщили о том, что назначение в Верховный суд становится постоянным.
В марте 1950 года кабинет премьер-министра Бен-Гуриона назначил комиссию для изучения отчётов о расследовании убийства посредника ООН Бернадота в 1948 году. Комиссия, возглавляемая судьёй Агранатом, изучила материалы расследования израильской полиции и отчёт о независимом расследовании, проведённом шведским правительством. Многие утверждения шведского отчёта были отклонены комиссией, однако она признала, что расследование израильской полиции не было достаточно тщательным. Комиссия также отклонила предложения о проведении нового расследования и рекомендовала Израилю извиниться перед Швецией.
В 1953 году судья Агранат стоял во главе комиссии по анализу состояния преступности среди молодёжи. 

Во время выборов в Кнессет 3-го созыва в 1955 году занимал пост председателя Центральной избирательной комиссии.
В первые два года в Верховном суде Агранат проявлял сдержанность, и его судебные решения характеризовались принятым в то время формализмом. Вместе с тем вопросы гражданских свобод всегда находились в центре его внимания. Решение Верховного суда в деле «Зив против Губерник», отрицавшее правовой статус Декларации независимости, не совпадало с его позицией. Агранат понимал, что при отсутствии конституции, разработка билля о правах (en:Bill of rights) выпадёт на долю Верховного суда. В этот период судья Агранат вынес постановление по делу «Аль-Кури против начальника Генштаба», в котором установил нормы в вопросах свободы перемещения в пределах государства. Это постановление было основано на английском законе, который распространялся на Израиль в силу Указа короля в Совете, а также на «принципах свободы», провозглашённых в Декларации независимости.
Министр юстиции Дов Йосеф из партии МАПАЙ, получивший назначение в декабре 1961 года, добивался большего влияния на решения юридического советника правительства, что привело к напряженности между ним и советником. Юридический советник Гидеон Хаузнер настаивал на полной независимости должности советника. В июне 1962 года правительство назначило комиссию, возглавляемую судьёй Агранатом, для определения полномочий юридического советника правительства. Комиссия отметила, что юридический советник должен обладать независимостью в принятии решений. Агранат мотивировал это тем, что юридический советник является хранителем верховенства права и защищает общественный интерес. Однако комиссия также установила, что юридический советник должен консультироваться с министром. Министру также было дозволено брать на себя полномочия советника. Тем самым Агранат внедрил систему «сдержек и противовесов» между представителями власти. Вообще говоря, решения юридического советника не зависели от министра юстиции, кабинета министров и Кнессета. В крайних случаях министр мог вмешаться в решения советника, а правительство могло уволить его, однако эти случаи предавались гласности.
В 1954—1966 годы профессор Агранат читал курс уголовного права в Еврейском университете в Иерусалиме. 

С 1960 по 1966 год судья Агранат занимал пост председателя Трибунала конгресса Всемирной сионистской организации (с 1979 года Трибунал называется Сионистский верховный суд).

#### Избранные постановления 1949—1965 годы
- Дело «Коль ха-Ам»[20].
- Дело Кастнера[21].
- Апелляция Эйхмана[22].

### Председатель Верховного суда
С 1960 года Агранат занимал должность заместителя председателя Верховного суда. В 1965 году председатель Верховного суда Ицхак Ольшан достиг семидесятилетнего возраста и вышел на пенсию. В соответствии с неписаным правилом, называемым «сеньорити», его преемником был назначен судья Шимон Агранат, имевший самый большой стаж в Верховном суде.
В качестве председателя Верховного суда Агранат первым делом организовал конференцию судей для того, чтобы укрепить чувство общности среди судей разных инстанций и обсудить вопросы принятия судебных решений. Конференция состоялась в октябре 1965 года в Еврейском университете в Иерусалиме.
В начале судебной практики Агранат подвергался критике как за юридический формализм, так и за чрезмерный судебный активизм. В 1950-е и ранние 1960-е годы он стал проявлять склонность к идеям социологической юриспруденции, применяя право с учетом потребностей общественного развития. На последнем этапе своей судебной карьеры, когда речь шла об вопросах, вызывающих острые идеологические разногласия в обществе, Агранат всё чаще руководствовался судебной сдержанностью. Таким было его мнение в 1970 году в деле Шалита, такой подход повлиял на рекомендации комиссии по расследованию Войны Судного дня, связанные с политическим руководством государства.
В период с 1965 по 1968 год судья Агранат занимал пост члена Постоянной палаты третейского суда в Гааге. 

В 1968 году Шимону Агранату была присуждена Государственная премия Израиля в области права.

#### Комиссия Аграната

Комиссия Аграната. Слева направо: генерал-лейтенант (в запасе) Игаэль Ядин, судья Моше Ландау, председатель комиссии судья Шимон Агранат, госконтролёр д-р Ицхак Небенцаль и генерал-лейтенант (в запасе) Хаим Ласков.

В результате тяжелых потерь Израиля в ходе Войны Судного дня правительство премьер-министра Голды Меир приняло решение о создании государственной следственной комиссии. В соответствии с законом комиссия была составлена председателем Верховного суда, судьёй Агранатом, который лично возглавил её. Эта комиссия получила название «Комиссия Аграната».

Окончательный отчёт комиссии был завершён к январю 1975 года. К тому времени комиссия уже подготовила два предварительных отчёта, первый из которых был частично обнародован 1 апреля 1974 года. Этот предварительный отчёт не только потряс общество и заставил правительство выйти в отставку, но и подверг комиссию Аграната и её членов ожесточённой критике и грубым нападкам. Комиссия обвинялась в применении двойного стандарта: возложив ответственность на военное командование и рекомендовав уволить некоторых генералов, она воздержалась от аналогичных рекомендаций по отношению к членам правительства. Нападки прессы на комиссию, её председателя и даже на членов его семьи не прекращались до окончания работы комиссии и мешали её работе. Тем не менее, комиссия Аграната установила, что премьер-министр Голда Меир и министр обороны Моше Даян не проявили личной безответственности накануне войны. Комиссия также отметила, что, в отличие от военного командования, правительство несёт парламентскую ответственность перед Кнессетом, который может вынести правительству вотум недоверия, если убедится в необходимости такого шага.

Профессор Пнина Лахав, автор биографии судьи Аграната, выразила уверенность в том, что выводы и рекомендации комиссии основаны на безупречной честности Аграната и на его стремлении действовать наилучшим образом на благо своей страны.

#### Избранные постановления 1965—1976 годы
- Дело Ярдора[31].
- Дело Шалита[32].
- Дело об охране святых мест на Храмовой горе[33].

### После выхода в отставку

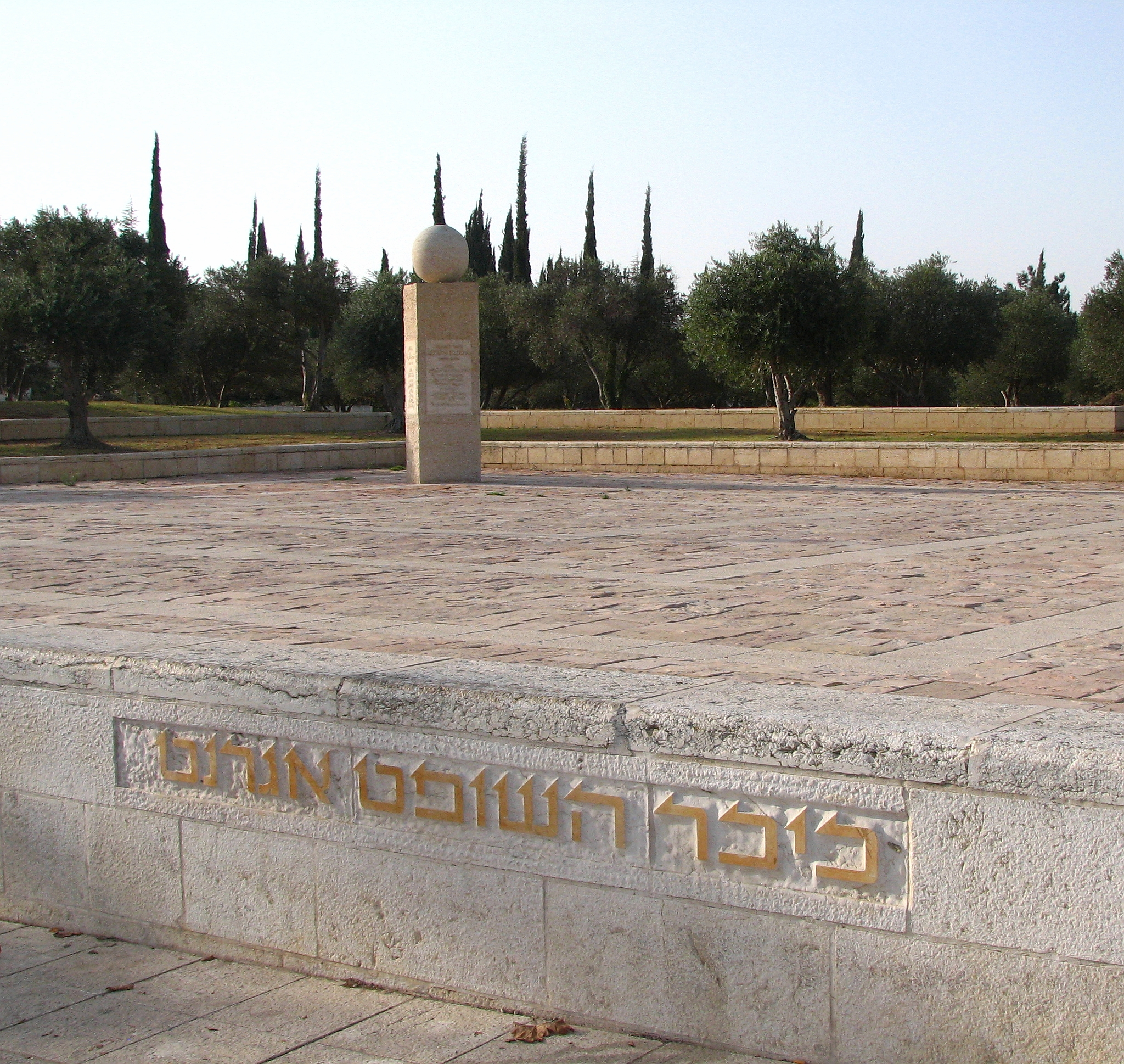
Площадь им. Аграната в Иерусалиме

После выхода на пенсию Агранат посвятил себя преподаванию в Университете имени Бар-Илана и научной деятельности в области права. Он довольно редко соглашался давать интервью СМИ, но когда это происходило журналистов больше интересовала тема Комиссии Аграната, чем судебное наследие судьи Аграната.
С 1988 по 1992 год судья Агранат занимал пост президента Ассоциации в защиту гражданских прав в Израиле.
Шимон Агранат умер 10 августа 1992 года и похоронен в Иерусалиме.
Его именем названа площадь вблизи здания Верховного суда в Иерусалиме.

## Дело Кастнера
В июне 1955 года судья Иерусалимского окружного суда Биньямин Халеви оправдал журналиста Малкиэля Грюнвальда по трём из четырёх пунктов обвинения в клевете на деятеля партии МАПАЙ и высокопоставленного госслужащего Рудольфа Кастнера. Грюнвальд был оправдан в том, что он инкриминировал Кастнеру : 1. Сотрудничество с нацистами; 2. Косвенное участие в подготовке массового убийства евреев Венгрии; 3. Свидетельство в пользу офицера СС после войны. Судья в своём постановлении пришёл к выводу, что Кастнер «продал душу дьяволу». 

Так как дело Кастнера было связано с партией МАПАЙ, правительство решило обжаловать решение окружного суда, и Государственная прокуратура подала апелляцию в Верховный суд. Аргументированное решение по этой апелляции было написано судьёй Агранатом, который осудил Грюнвальда за клевету по всем пунктам, за исключением пункта о спасении Кастнером офицера СС. Трое судей судебного состава поддержали решение Аграната, однако судья Зильберг в своём особом мнении не согласился со своими коллегами и подтвердил, что публикация о сотрудничестве Кастнера с нацистами не была клеветой. Ещё до окончания суда на Кастнера было организовано покушение, и он умер в больнице. 

Учитывая, что Кастнеру инкриминировались серьёзные преступления, судья Агранат потребовал от Грюнвальда убедительные и четкие доказательства, которые приняты в уголовных процессах. С точки зрения судьи первой инстанции Кастнер, «продал душу дьяволу» 2 мая 1944 года, когда принял предложение нацистов спасти 600 (впоследствии это число выросло до 1685) евреев. На основании тех же свидетельских показаний и документов Агранат пришёл к другому заключению, согласно которому Кастнер, возглавлявший Комитет по спасению евреев в Будапеште, стремился спасти не только группу из 600 евреев, включавшую его родственников и соратников, но спасти максимально возможное число евреев Венгрии. Это следовало из содержания сделки Комитета с нацистами накануне 2 мая и из поведения Кастнера после этой даты. Несмотря на то, что для нацистов обещание спасти небольшую группу евреев было лишь уловкой для того, чтобы беспрепятственно депортировать в Освенцим и уничтожить значительную часть венгерских евреев, Кастнер не был коллаборационистом. Он не разгадал замысел Эйхмана и до конца пытался провести план выкупа евреев. Судья Агранат отметил, что публикация Грюнвальда была именно клеветой, а не приемлемой критикой. 

Публикация Грюнвальда вызвала острую общественную дискуссию о судьбе венгерских евреев во время геноцида еврейского народа в Европе. Позднее эта дискуссия возобновилась во время процесса над Эйхманом.

## Дело Ярдора
В сентябре 1965 года судья Моше Ландау, председатель Центральной избирательной комиссии Кнессета 6-го созыва сообщил представителям партии «Арабский социалистический список», что этот список не утверждён к выборам. Решение комиссии было принято на том основании, что эта партия отрицала целостность Государства Израиль и его право на существование и тем самым являлась незаконной организацией. Член левой группировки адвокат Яаков Ярдор апеллировал в Верховный суд на решение избирательной комиссии. 

Никто из трёх судей, входивших в состав Верховного суда, не оспаривал фактов, установленных избирательной комиссией. Однако судья Хаим Коэн не усмотрел в источниках права полномочий комиссии, позволяющих ей отстранить «Социалистический список» от участия в выборах. Судьи Агранат и Зусман постановили, что комиссия приняла законное решение и, таким образом, апелляция была отклонена. 

Обосновывая источник полномочий избирательной комиссии, судья Агранат обратился к Декларации независимости, где не только сказано, что Израиль является суверенным, независимым, свободолюбивым государством с народным правлением, но и провозглашено, что Израиль создан еврейским государством в Эрец-Исраэль. Само существование Государства Израиль, его бессмертие, является основным конституционным принципом, которым не может пренебрегать никакой государственный орган, в том числе Центральная избирательная комиссия. Судья Агранат стал первым, кто объявил еврейский характер Государства Израиль конституционной ценностью. 

Судья Агранат также отметил, что в демократическом государстве гарантированы свобода всеобщих выборов и свобода организаций и партий, однако он (как и судья Зусман) постановил, что в случае угрозы уничтожения демократическое государство имеет право защитить себя.

## Вклад в развитие израильского права
Друг и многолетний коллега Аграната судья Моше Ландау, не раз входивший с ним в коллегию суда, признался, что были случаи, когда только со временем он начинал понимать значение постановлений Аграната для будущих поколений.
Решение судьи Аграната по делу «Коль ха-Ам» является одним из самых важных решений Верховного суда со дня его основания. В этом решении свобода слова и свобода прессы определяются как одни из высших ценностей израильского общества и израильского права. 

Судья Аарон Барак дал следующую оценку постановлению «Коль ха-Ам»: «В безбрежном море судебных решений можно найти поистине выдающиеся постановления, освещающие путь как вблизи, так и на большие расстояния. Это вехи, определяющие направления развития права, когда оно стоит на перепутье. Это те немногие постановления, прокладывающие дорогу в будущее и способствующие становлению права. Из всех этих выдающихся решений суда особое место занимает постановление судьи Аграната в деле „Коль ха-Ам“. Это постановление было вынесено в начале пятидесятых годов. В то время оно внесло неоценимый вклад в израильское право. По сей день это постановление является одним из важнейших решений суда».
Выступая на вечере в честь Шимона Аграната, судья Меир Шамгар отметил, что Агранат пользовался своим даром всестороннего и целостного видения во многих областях права. В качестве примера он привёл постановление в деле Тамарина, в котором судебное решение Аграната, связанное с публичным правом, основано на базовых ценностях и берёт в расчёт национальные цели. Это постановление также отражает взгляды Аграната на сионизм: «Великое событие создания Государства Израиль — то есть, возрождение жизни еврейского народа в своём государстве на своей родине — свершилось не для того, чтобы произошёл раскол народа живущего в Сионе на две нации: еврейскую и „израильскую“. Случись такой разделение, не дай Б-г, оно противоречило бы национальным целям, во имя которых было создано государство; последствия такого раскола могли бы подорвать единство всего еврейского народа».
Наиболее полную оценку судебного наследия Аграната дал судья Хаим Коэн:

«Отцы-основатели» Соединённых Штатов, чьи имена все повторяют с восхищением и ностальгией, были авторами писаной конституции; Наши «отцы-основатели» — за исключением государственных деятелей, стоявших у штурвала — это, видимо, те, кто заложил основы прав гражданина в нашей неписаной конституции. На долю Аграната выпало стать первым, кто закрепил свободу убеждений и свободу слова в нашей конституции, а также установил, что израильская демократия имеет право и обязана защищать себя от разрушителей изнутри, и это право и обязанность стоят выше писаного закона. Как основоположник концепции прав и свобод человека в действующем праве, как пророк истинной демократии, как проповедник принципа верховенства права и равенства, Агранат последовал за своими американскими предшественниками Холмсом, Брандейсом, Кардосо и Франкфуртером и занял достойное место в блестящей плеяде судей.
Оригинальный текст (иврит)י   "האבות המייסדים" שבארצות-הברית, ששמם נישא בפי כל מתוך הנוסטלגיה וההערצה, הלא הם מחברי החוקה הכתובה; "האבות המייסדים" שלנו אולי הם - חוץ מן המדינאים שעמדו ליד ההגה מניחי היסודות לזכויות האזרח בחוקתנו הבלתי כתובה. בחלקו הטוב של אגרנט נפל לקבוע ראשונה את חופש הדעה והדיבור שבחוקתנו, ואת זכותו וחובתו של הדימוקרטיה הישראלית להגן על עצמה מפני מחבלים מבפנים - זכויות וחובות אשר הן מעל ומעבר לחוק החקוק. כמחדש זכויות-יסוד, כנביא הדימוקרטיה הצרופה, כמטיף לשלטון המשפט ולשוויון הכל, הולך אגרנט בעקבות קודמיו האמריקאיים הולמס וברנדייס, קרדוזו ופרנקפורטר, ומצטרף לשורותיהם בשלשלת יוחסין מפוארת

## Публикации
- Шимон Агранат. О правах человека: Вступительное слово (англ.) = On Human rights - Opening Address // Israel Yearbook on Human Rights. — 1971 года. — Т. 1. — С. 363—365.
- Шимон Агранат. Верховный суд в действии (англ.) = The Supreme Court in Action // Газета The Jerusalem Post. — 6 мая 1973 года.
- Шимон Агранат. Вклад судебной власти в развитие законодательства (иврит) // Июней Мишпат. — Юридический факультет Тель-Авивского университета, 1984. — Т. 10, № 2. — С. 233—256.
- Шимон Агранат. Изменения в уголовном праве (иврит) // Июней Мишпат. — Юридический факультет Тель-Авивского университета, 1985. — Т. 11, № 1. — С. 33—66.

Шимону Агранату принадлежат несколько десятков статей на иврите и на английском. Список его публикаций приводится в книге «80-летие Шимона Аграната» на стр. 437—438.